# Kiotina quadrituberculata
Kiotina quadrituberculata är en bäcksländeart som beskrevs av Wu, C.F. 1948. Kiotina quadrituberculata ingår i släktet Kiotina och familjen jättebäcksländor. Inga underarter finns listade i Catalogue of Life.